# 波多维达尔
波多维达尔是巴拿马贝拉瓜斯省拉斯帕尔马斯区的一个城市，2010年是人口为1,671。 该市2000年时人口为1,671，1990年时人口为1,665。